# Římskokatolická farnost Lovosice
Římskokatolická farnost Lovosice (německy Lobosicium) je církevní správní jednotka sdružující římské katolíky na území města Lovosice a v jeho okolí. Organizačně spadá do litoměřického vikariátu, který je jedním z 10 vikariátů litoměřické diecéze. Centrem farnosti je kostel sv. Václava v Lovosicích.

## Historie farnosti
Nejstarší písemný doklad o duchovní správě lokality Lovosice pochází z roku 1057, kdy ji měla v držení litoměřická kapitula. Před rokem 1248 zde byla již plebánie. Matriky byly vedeny od roku 1629. Až do roku 1945 byla většina farníků německy mluvících, česky mluvila jen menšina a v češtině se neuměl modlit, jak uvádí lovosické farní záznamy, ani místní duchovní správce. V důsledku vysídlení německého obyvatelstva po II. světové válce se změnila i demografie a farnost se stala česky mluvící.
V letech 2010 až 2011 a v rozmezí od 1. září 2019 do 31. srpna 2022 byla farnost spravována excurrendo z Litoměřic. Od 1. září 2022 byl farářem ustanoven člen teplické salesiánské komunity P. Ladislav Nádvorník, SDB.

### Duchovní správci

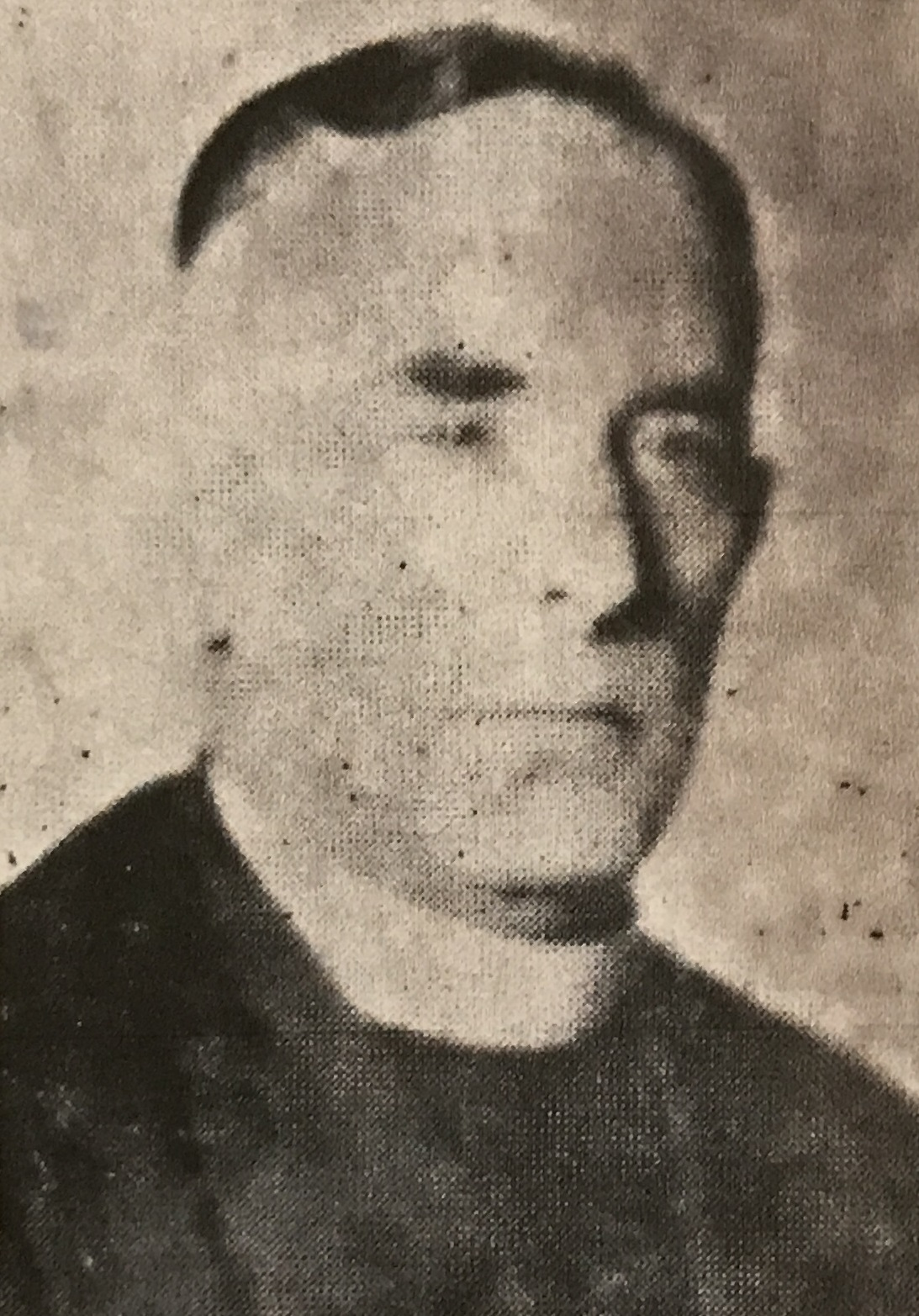
František Polášek, duchovní správce v letech 1957–1966

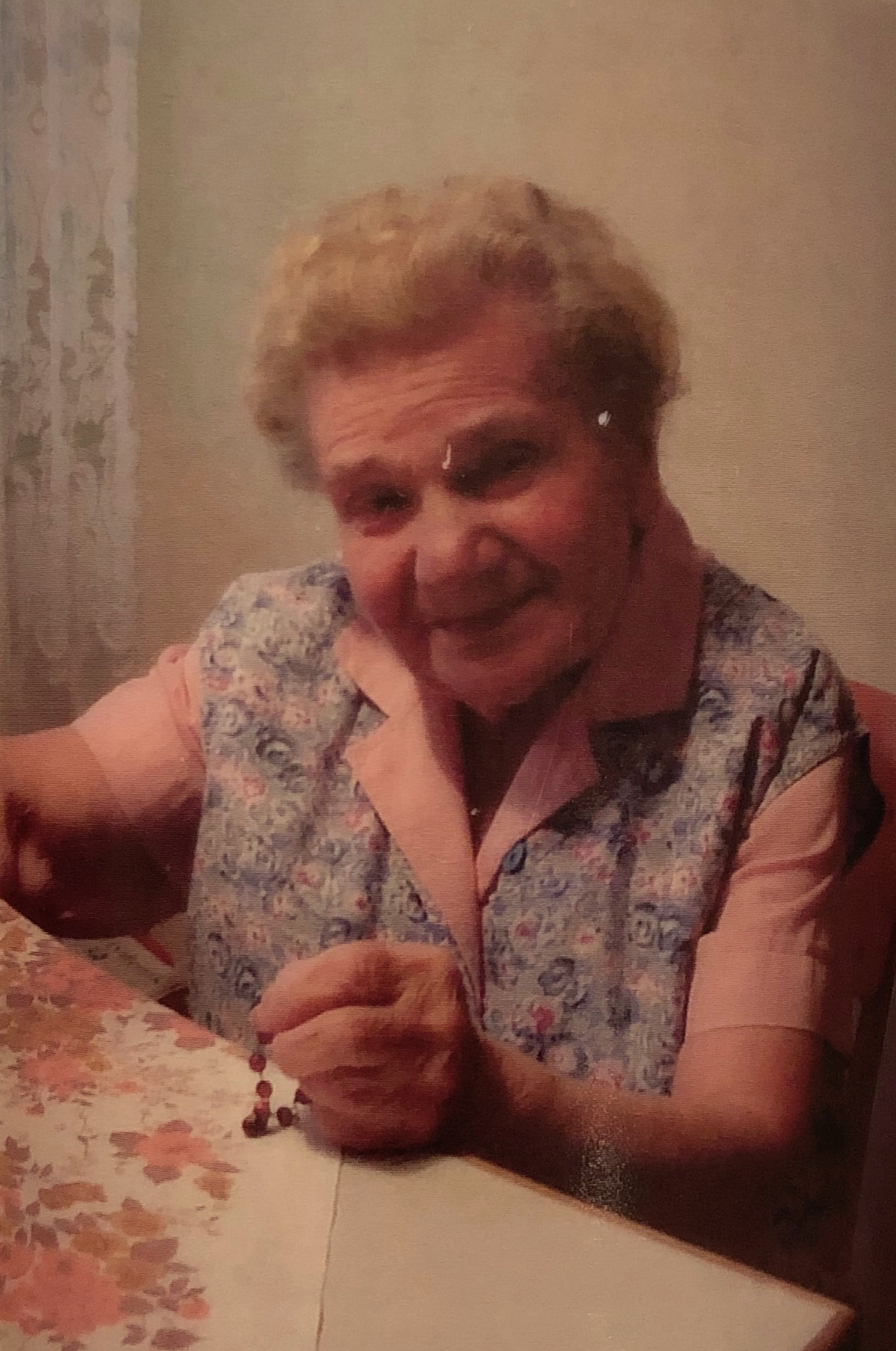
Marie Kupiecová – lovosická kostelnice ve 2. polovině 20. století

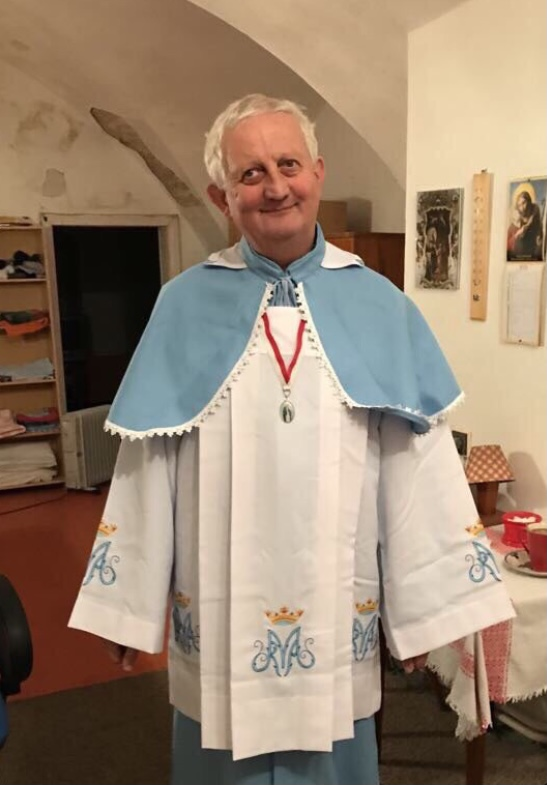
František Šedivec – ministrant a kostelník v Lovosicích (n. 14. 2. 1959 Most, † 17. 8. 2021 Litoměřice)

- 1630–1665 Georg David Weintritt, OFM Conv.
- 1665–1666 Paul Wenzel Has
- 1666–1679 Karl Ignaz Thala OP
- 1679–1682 Franz Sylwan OP
- 1682–1682 Wenzel Schwendel
- 1683–1686 Franz Hieronismus Lankisch
- 1686–1695 Karl Kowika von Parkenthal
- 1695–1718 Johann Eernhaedt Haffner
- 1718–1724 Nikolaus Sutterin
- 1725–1726 Maxmilian Peschka
- 1726–1733 Wenzel Neumann
- 1733–1741 Bernard Fischer, generální vikář, kanovník od r. 1741, † 2.2.1753 ve věku 50 let
- 1741–1753 Andreas Loebel, děkan, † 6.8.1753 v 52 letech
- 1753–1757 Augustin Stowasser, † 6.11.1757 v 63 letech
- 1757–1766 Joann Franz Kugler tzv. Bohemus, později děkan v Praze, † 1777
  - 1757–1766 Franz Bech (kaplan)
    - 1757–1766 Josef Otto (schol. kaplan)

  - 1757–1766 Joan Nepomuk Kugler (kaplan)
- 1766–1787 Josef Wagner, Seccet. Epik., vicar. Libochovic, † 27.5.1787
  - 1782–1787 Johann Jeltstch (Joan Jeltsch), kaplan
    - 1782–1787 Georg Teüfchel (schol. kaplan)
- 1787–1811 ThDr. a PhDr. Johann Jeltfch (Jeltsch), děkan a čestný kanovník v Postoloprtech (odešel r. 1811 do Potelbergu), narozen 10.11.1747 Praha, † 15.12.1822
  - 1787–1788 Georg Teüfchel (kaplan)
    - 1788 Franc Krolopp (schol. kaplan)

1794-1795 VICARIATUS GENERALIS (Litoměřice)
- - 1795–1799 Franc Rösler (kaplan)
  - 1799–1803 Franc Krolopp (kaplan)
    - 1799–1803 Franc Schinke (schol. kaplan)

  - 1804–1805 Franc Schinke (kaplan)
  - 1805–1809 August Wankl (kaplan)
  - 1809–1820 Anton Herzig (kaplan), nar. v Siřejovicích
- 1811–1830 Jan Maršálek (Joan Marschalek), původem Čech od Benešova
- 1830–1837 Martin Blaschko (Blaschke), nar. 27.10.1784 Winterberg, přišel z Českého Krumlova, ord. 8.10.1808, † 28.2.1837
  - 1820–1832 Franc Linhart (kaplan)
  - 1832–1836 Franc Ketzer (kaplan)
  - 1836–1842 Wenceslav Weis (kaplan)
- 1837–1865 Antonín Herzig (Augustin), děkan, vikář, čestný kanovník, nar. 10.11.1786 v Siřejovicích, ord. 10.4.1809, † 25.10.1865
  - 1842–1845 Maurit Mayer (kaplan)
    - 1847–1851 Joann Reich (schol. kaplan)

  - 1851–1856 Wenceslav Heller (kaplan)
  - 1856–1861 Wenceslav Boehm (kaplan)
    - 1856–1861 Josef Skarnitz (schol. kaplan)

  - 1861–1865 Franc Hartmann (kaplan)
- 1862–1865 Antonín Herzig, 2. adm. Wenceslav Boehm
- 1865 Par. Vacat. (není), Adm. Wenceslav Boehm
  - 1865–1886 (D) Franc Hartmann, nar. 2.4.1836 Lipens (B), ord. 25.7.1861 (kaplan)
- 1866–1869 (D) Josef (Joseph) Klein, nar. 18.10.1818 Turtsch (B), ord. 25.7.1842
- 1869–1886 (D) Adalbert Kropsbauer (Knopsbauer), nar. 11.8.1821 Glöklberg (B), ord. 25.7.1846, † 12.3.1886 v 65 letech
  - 1878–1890 Franc Pražák, nar. 1.2.1852 Solnic (B), ord. 14.7.1877 (kaplan)
- 1886–1913 Franc Richtr, nar. 20.8.1844 Přehlic (B) (u Smečna), ord. 20.7.1869, † 14.1.1913 v 69 letech (pohřben na starém hřbitově, vpravo 5. hrob před koncem, před kanceláří hřbit. správy)
  - 1891–1895 Franc Voráček, nar. 1.10.1862 Krtel (B), ord. 22.5.1887 (kaplan)
    - 1892–1900 Josef Heptner, nar. 6.5.1861 Sakschen (B), ord. 27.5.1888 (schol. kaplan)

  - 1896 Eduard Schönbach-Nitsche, nar. 28.1.1872 Peterswald (B), ord. 5.7.1895 (kaplan)
  - 1900–1909 Josef Vítek, nar. 23.12.1870 Bosín (Boseň), ord. 5.7.1896 (kaplan)
    - 1908 Franc Schümmelfeder, nar. 27.9.1879 Dortmund (D), ord. 12.7.1903 (schol. kaplan)
    - 1909–1918 Christian Storms, nar. 16.10.1882 Gihensberg, ord. 15.7.1906 (schol. kaplan)

  - 1910–1915 Antonín Marschner, nar. 15.2.1882 Hainspach (B), ord. 15.7.1906 (kaplan)
- 1913–1931 (D) Georg Neubauer, nar. 15.4.1870 Budweis (Č. Budějovice), ord. 16.7.1893, před nástupem do Lovosic farář v Záblatí u Prachatic
  - 1915–1916 Franc Kastl, nar. 12.7.1888 Alberitz, ord. 16.7.1911 (kaplan)
  - 1916–1919 Wenceslav Born, nar. 23.6.1887 Milešov, ord. 14.7.1912 (kaplan)
    - 1918–1931 (G) Alf. Schmidt, nar. 13.10.1886 Jahmen, ord. 5.7.1914 (schol. kaplan)

  - 1919–1927 Josef Luse, nar. 8.4.1887 Radowesitz, ord. 22.11.1911
    - 1922–1937 Ignat Kohl (2. Cap. Quard Ltm.)

  - 1928–1930 (D) Herzog Guil, nar. 2.7.1897 Hermsdorf (B), ord. 2.6.1918 (kaplan)
  - 1930–1931 (D) Anton Günzel, nar. 26.10.1892 Kosterschan (B), ord. 2.6.1918 (kaplan)
- 1931–1937 Maxim (Maxmilian) Wenzel, nar. 2.2.1902 Kosten (B) (? nar. 27.3.1900), ord. 11.7.1926
  - 1932–1937 Norbert Kocholaty, nar. 28.3.1908 Praha, ord. 29.6.1932 (kaplan)
- 1937–1937 Par. Vacat – Admin. Albertus Peterek (Albert), nar. 17.6.1905 Kouty, ord. 29.3.1936, později farář na Sutomi, † 14.6.1986
  - 1937–1937 Anton Ferbas, nar. 31.7.1910 Kaaden (B), ord. 16.6.1935 (kaplan)
- 1937–1939 (D) Arnold Wünsche, nar. 27.3.1900 Salmdorf, ord. 28.6.1925
  - 1937–1939 (D) Fridrich Miksch, nar. 15.2.1914 Leipa, ord. 29.6.1938 (kaplan)

1939 VICARIATUS LOBOSITZ
- 1. prosince–1945 Dr. Walter Loos, nar. 5.1.1905 Schwaz, ord. 29.6.1929
  - 1. srpna 1942–1944 JUDr. Heřman (Herman) Schmid, nar. 28.7.1907 Zákupy, ord. 31.5.1942 v Litoměřicích, †10.12.1994 v Čečelicích u Mělníka (kaplan)
- 1945–1948 JUDr. Heřman (Herman) Schmid
- 1948–1950 Josef Dobiáš, nar. 10.9.1919 Lanzendorf, ord. 14.6.1942 Vídeň
  - 1948–1954 JUDr. Heřman (Herman) Schmid, v Lovosicích působil až do roku 1954 (kaplan)
- 1950–1953 ThDr. Vojtěch Martinů
- 1953 Dr. Vojtěch Noll
- 1953–1955 Immrich Göttinger
- 1955 Josef Havelka, nar. 18.4.1910 Rožďalovice okr. Jičín, ord. 26.5.1946 Litoměřice, † 23.11.1956
- 1956–1957 Jaroslav Knespl, nar. 9.12.1916, † 21.11.1976
- 1957–1966 František Polášek, nar. 13.11.1918, † 6.6.1973
- 1966–1978 Mons. Milan Bezděk, nar. 25.3.1928 Brno, ord. 24.6.1962 Litoměřice, † 22.12.2009
- 1978 ThDr. Antonín Danišovič OFM, nar. 15.2.1914 Boleráz, ord. 29.6.1938 Praha, † 9.12.1991
- 1978–1979 Dr. Vratislav Hartman, nar. 6.6.1925 Chlumec nad Cidlinou, ord. 16.4.1950 Hr., † 11.2.1985
- 1979–1997 Václav Černý, nar. 4.12.1928 Jindřichův Hradec, ord. 26.6.1955 Litoměřice, † 10.11.1997
- 1997–2005 Antoni Kośmidek, nar. 1965, ord. 1996
- 2005–2010 Pavel Mikeš, nar. 1958, ord. 1990
- 2010–2011 Józef Szeliga, nar. 1966, ord. 1992, admin. exc. z Litoměřic
- 2011 Roman Depa, ord. 14. 5. 2005 Rzeszów, admin.
- 1. 9. 2019 Józef Szeliga, admin. exc. z Litoměřic
- 1. 9. 2019 Ladislav Nádvorník, SDB, v. duch.[3], od 1. 9. 2022 farář

### Osobnosti ve farnosti
- Marie Kupiecová (8. května 1914 – 21. ledna 2003) pracovala padesát let, až do své smrti, jako kostelnice v Lovosicích. Mimo svou kostelnickou praxi byla učitelkou náboženství a ručních prací v Kravařích i v Lovosicích, a poté úřednicí na lovosickém poštovním úřadě.

## Území farnosti
Do farnosti náleží území těchto obcí:
- Lovosice (Lobositz[p 1])
- Lhotka nad Labem (Welhotta an der Elbe[p 1])
- Lukavec (Lukawetz[p 1])
- Malé Žernoseky (Klein Czernosek[p 1])
- Sulejovice (Sullowitz[p 1])
- Vchynice (Wchinitz[p 1])

## Římskokatolické sakrální stavby na území farnosti
| | Fotografie | Stavba                             | Místo            | Bohoslužby                      | Zeměpisné souřadnice            | Status          | Číslo kulturní památky           |
| Kostely | Kostely    | Kostely                            | Kostely          | Kostely                         | Kostely                         | Kostely         | Kostely                          |
| --- | ---------- | ---------------------------------- | ---------------- | ------------------------------- | ------------------------------- | --------------- | -------------------------------- |
| 1. |            | Kostel sv. Václava                 | Lovosice         | bližší informace o bohoslužbách | 50°30′49″ s. š., 14°3′14″ v. d. | farní kostel    | 34760/5-2159 (Pk•MIS•Sez•Obr•WD) |
| 2. |            | Kostel Nejsvětější Trojice         | Sulejovice       | bližší informace o bohoslužbách | 50°29′56″ s. š., 14°2′11″ v. d. | filiální kostel | 16905/5-2325 (Pk•MIS•Sez•Obr•WD) |
| Kaple |            |                                    |                  |                                 |                                 |                 |                                  |
| 3. |            | Kaple                              | Lhotka nad Labem | bohoslužby příležitostně        | 50°31′31″ s. š., 14°2′53″ v. d. | obecní kaple    | —                                |
| 4. |            | Kaple Nejsvětějšího Srdce Ježíšova | Lovosice         | bližší informace o bohoslužbách | 50°30′20″ s. š., 14°3′8″ v. d.  | kaple           | —                                |
| 5. |            | Kaple sv. Prokopa                  | Lukavec          | bližší informace o bohoslužbách | 50°30′4″ s. š., 14°5′13″ v. d.  | kaple           | —                                |
| 6. |            | Kaple                              | Malé Žernoseky   | bohoslužby příležitostně        | 50°32′7″ s. š., 14°3′23″ v. d.  | obecní kaple    | —                                |
| 7. |            | Kaple                              | Radostice        | bohoslužby příležitostně        | 50°30′29″ s. š., 14°0′46″ v. d. | obecní kaple    | —                                |
| 8. |            | Kaple sv. Jana Nepomuckého         | Vchynice         | bohoslužby příležitostně        | 50°30′37″ s. š., 14°1′11″ v. d. | obecní kaple    | 33013/5-2435 (Pk•MIS•Sez•Obr•WD) |
| 9. |            | Kaple                              | Lovosice         | bohoslužby příležitostně        |                                 | obecní kaple    | —                                |
| Některé drobné sakrální stavby a pamětihodnosti lze dohledat zde v databázi Drobné sakrální památky Zaniklé sakrální stavby lze dohledat zde v databázi Poškozené a zničené kostely, kaple a synagogy v České republice |            |                                    |                  |                                 |                                 |                 |                                  |

Ve farnosti se mohou nacházet i další drobné sakrální stavby, místa římskokatolického kultu a pamětihodnosti, které neobsahuje tato tabulka.

## Galerie

Římskokatolická farnost Lovosice
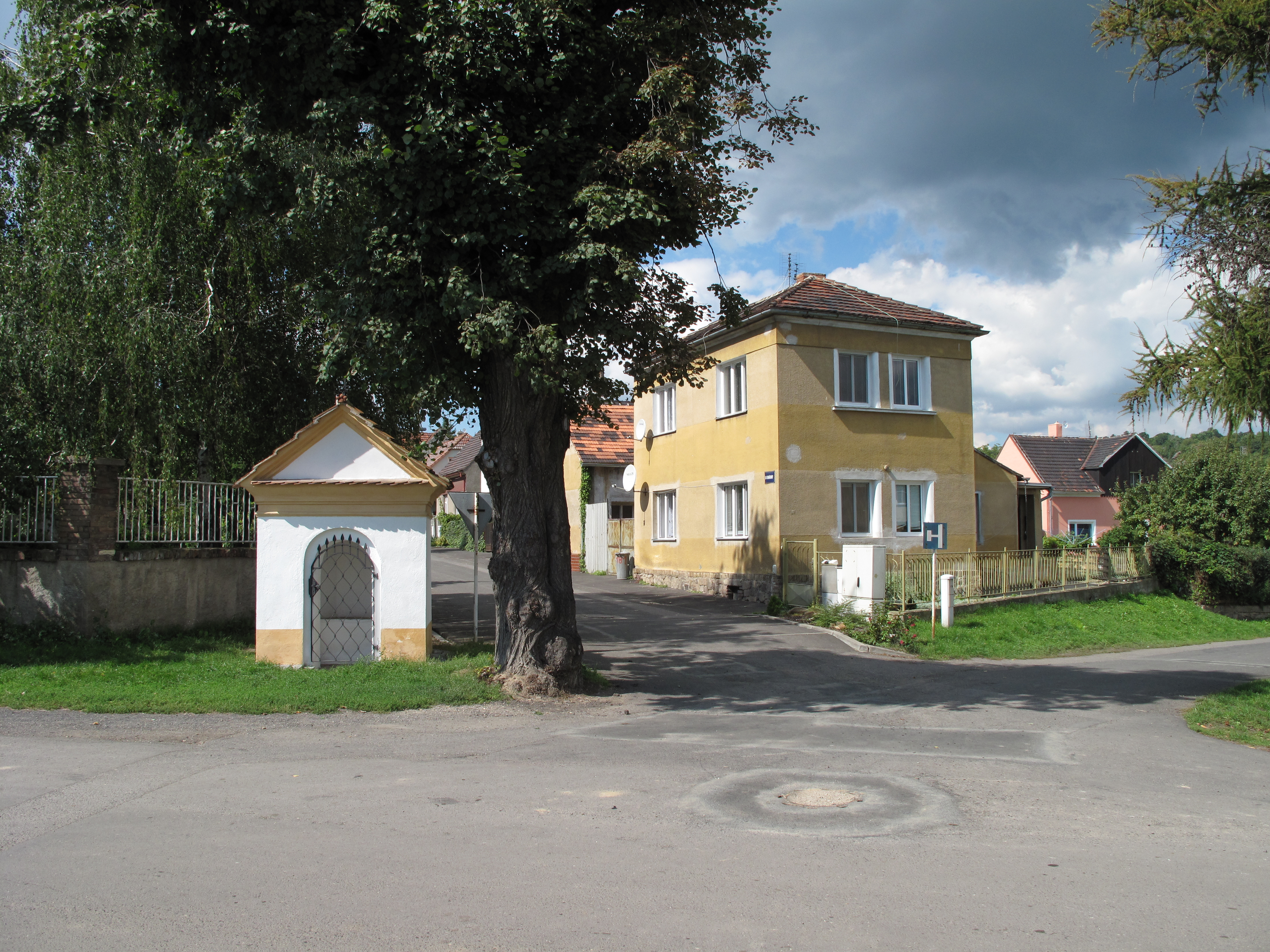
Kaple v Malých Žernosekách
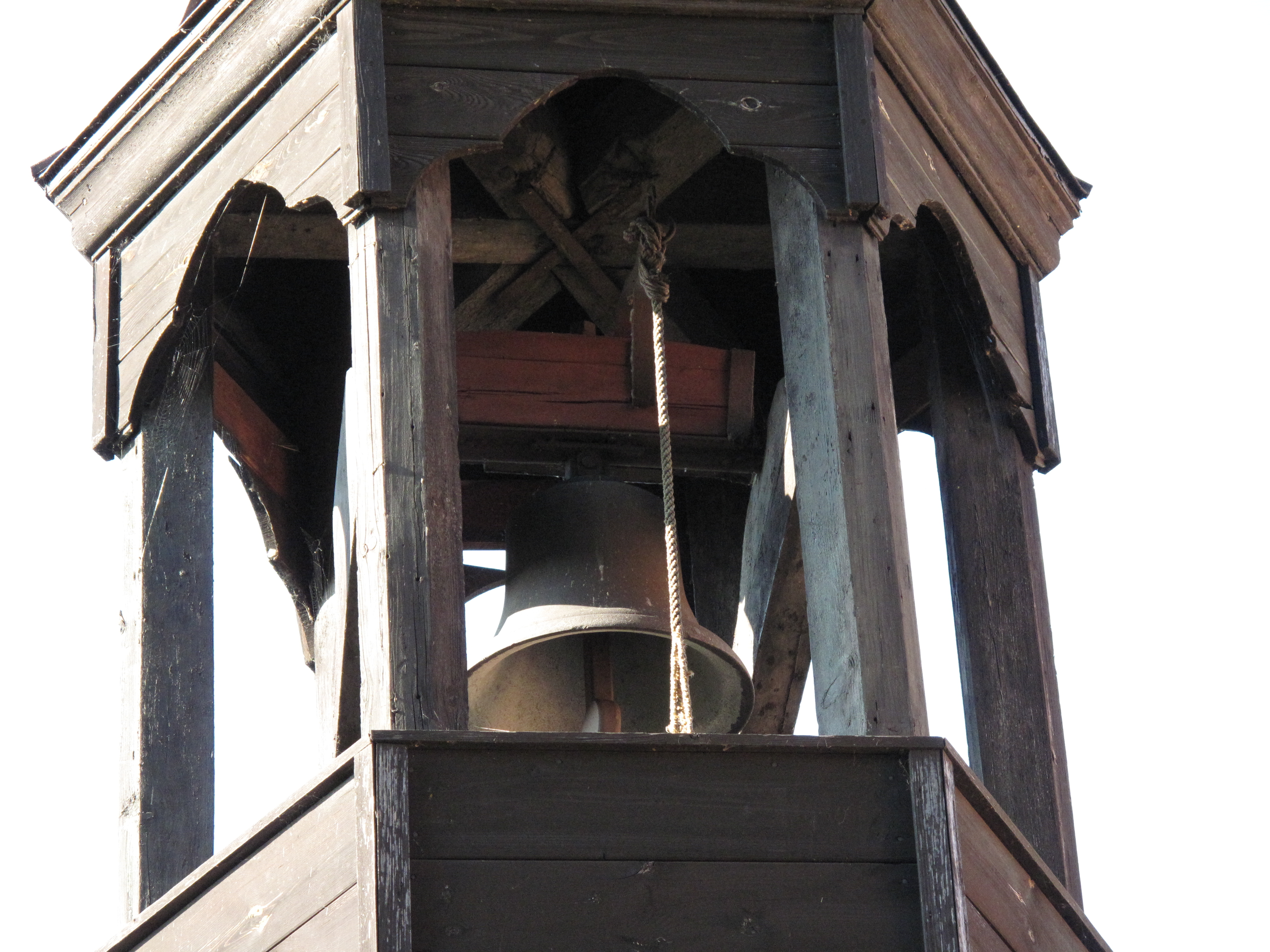
Zvon kapličky ve Lhotce nad Labem
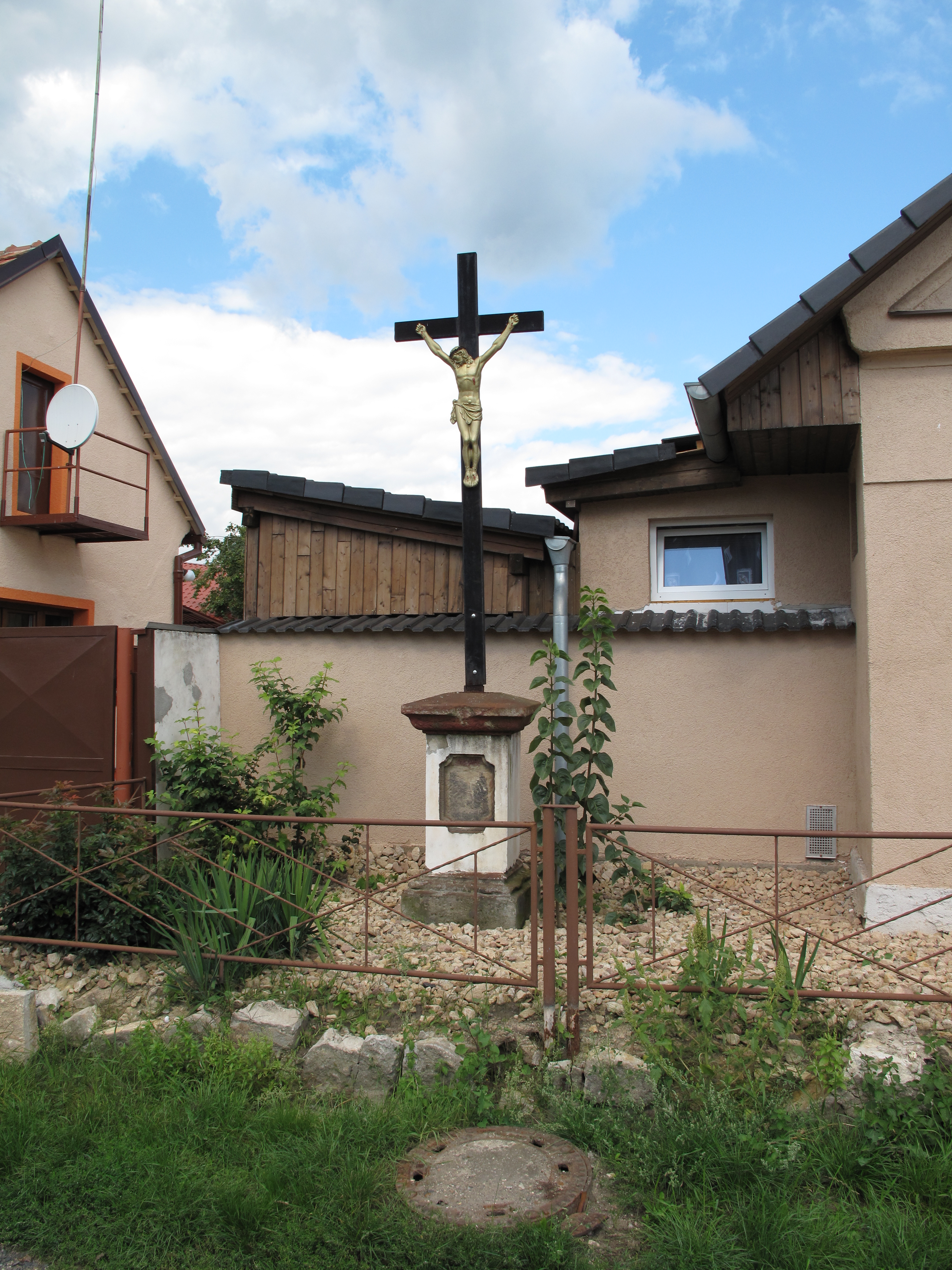
Křížek v Malých Žernosekách
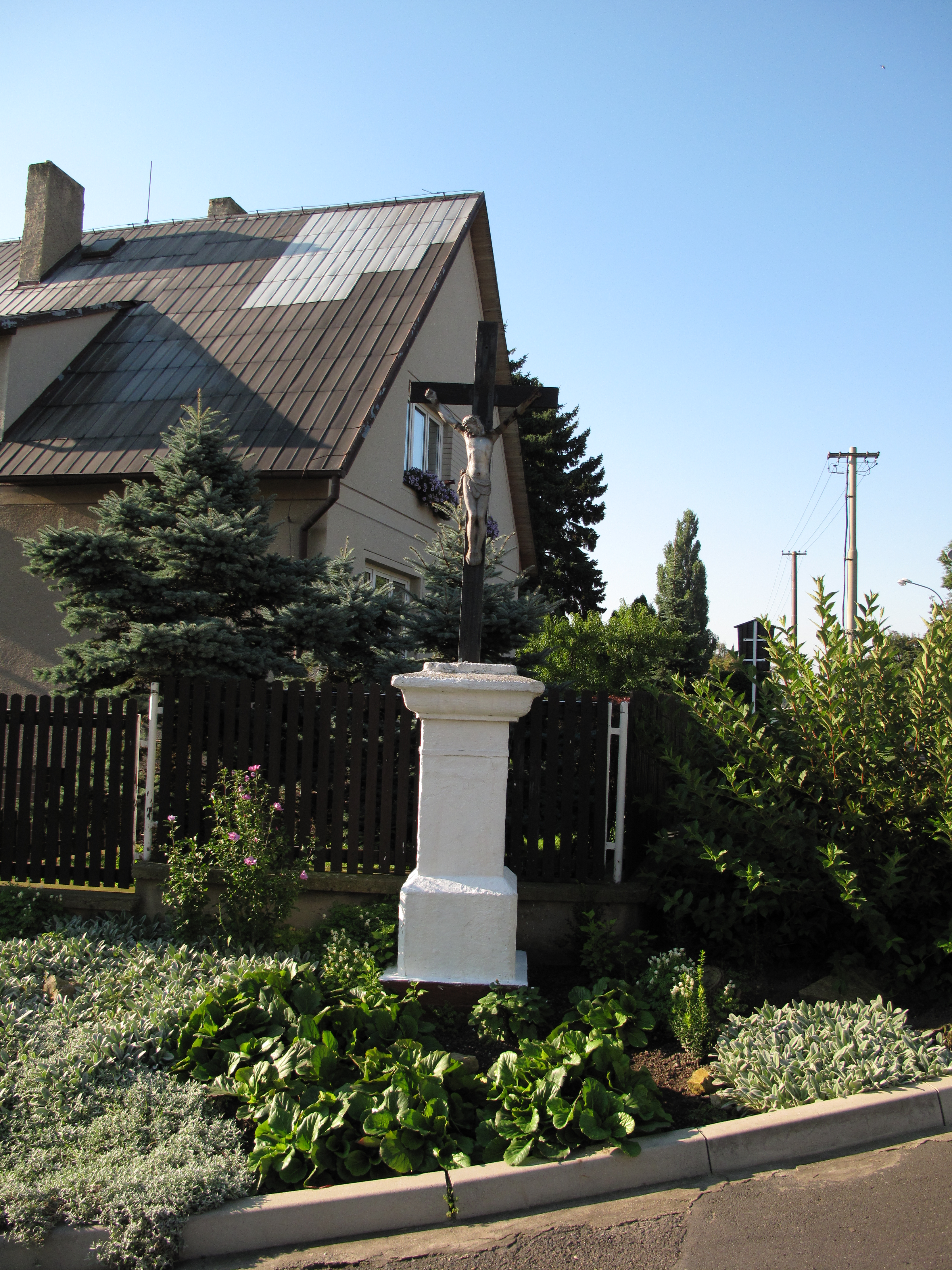
Křížek u cesty ve Lhotce nad Labem